# شاهیجان
شهرک شاهیجان از مناطق قدیمی شیراز با بافتی کهنه که در شرق شیراز قرار دارد.نام شاهیجان بر گرفته از قلعه شاهیجان با مردمانی قوی و خون گرم که در قدیم به وسیله کشاورزی امرار معاش میکردند قدمت قلعه شاهیجان به دوران صوفیه باز میگردد و از نزدیکترین قلعه ها به مرکز شهر شیراز بوده است.
افراد نیرومند و سربازان که زبده در این قلعه زندگی می کردند و در مواقع خطر به دفاع از مرز و کیان کشور لباس رزم بر تن میکردند این شهرک جزو شهرداری منطقه ۳ و ۱۱ شیراز محسوب میشود.

## جمعیت
این شهرک براساس سرشماری مرکز آمار ایران در سال ۱۳۸۵، جمعیت آن۲۵۳۴ نفر (۲۳۰خانوار) بوده‌است.